# Nagyrozvágy
Nagyrozvágy é um município da Hungria, situado no condado de Borsod-Abaúj-Zemplén. Tem 26,81 km² de área e sua população em 2015 foi estimada em 634 habitantes.